# Floks szydlasty

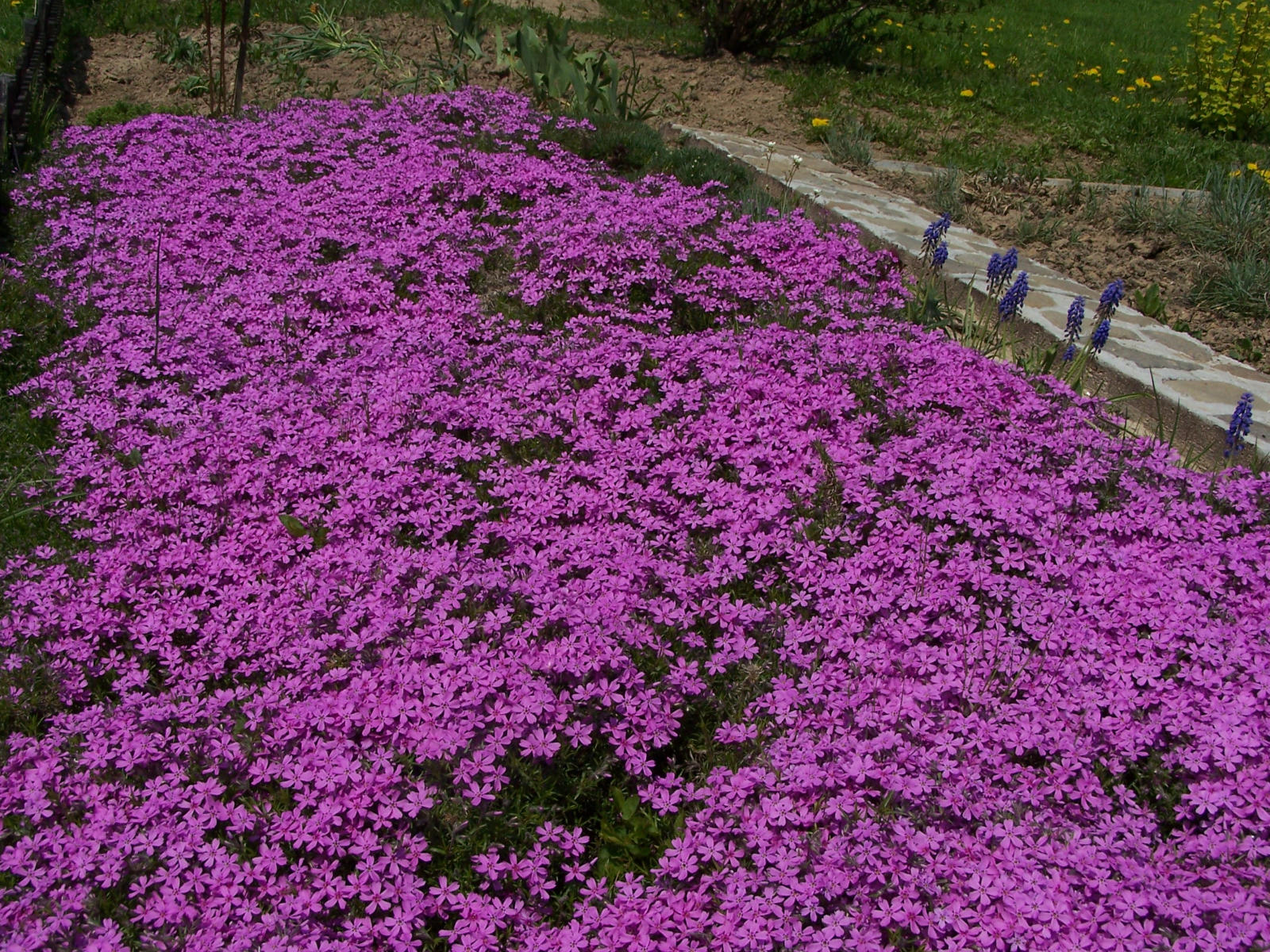
W czasie kwitnienia tworzy barwne kobierce

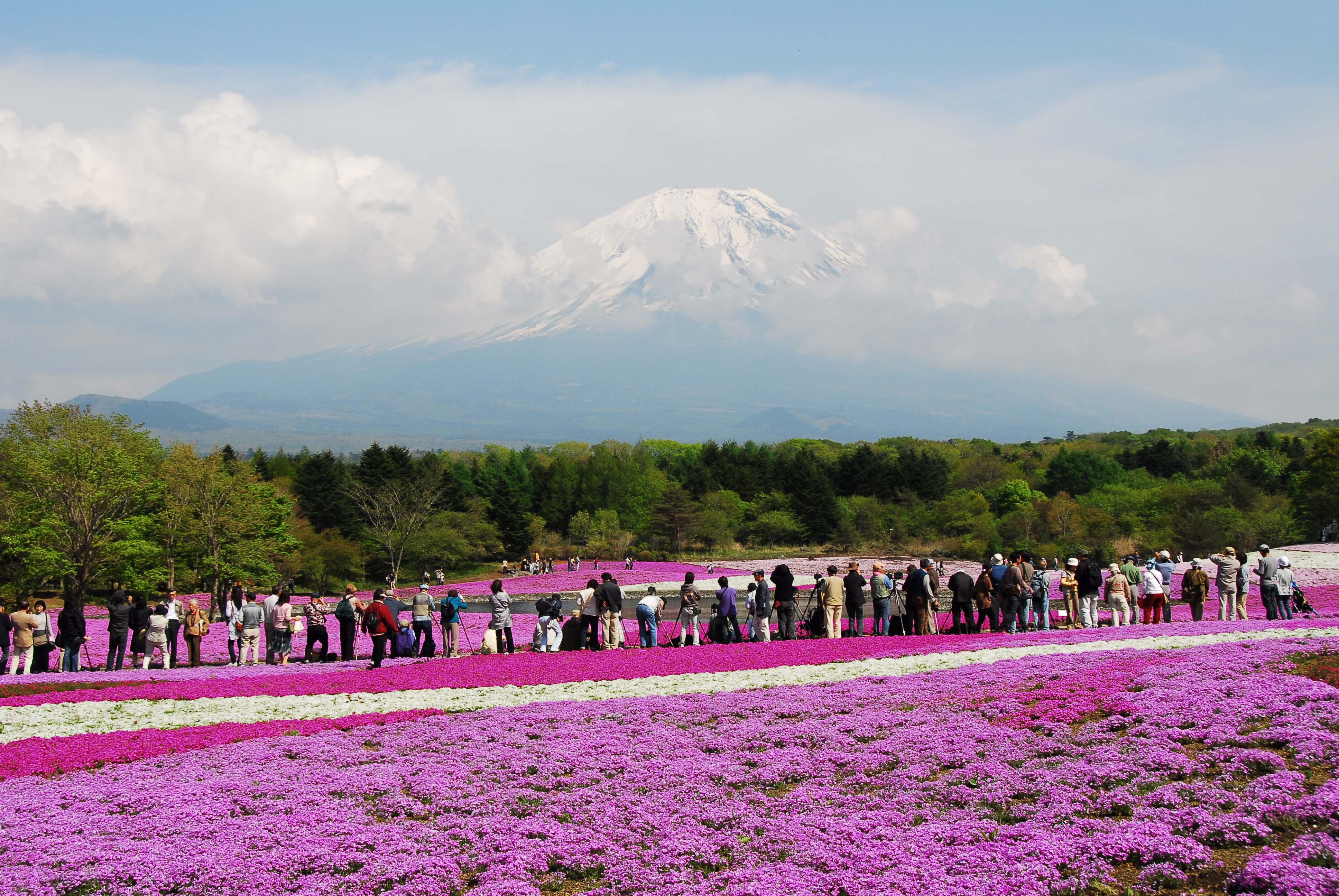
Floks szydlasty w Japonii

Floks szydlasty, płomyk szydlasty (Phlox subulata L.) – gatunek rośliny z rodziny wielosiłowatych (Polemoniaceae). Zimozielona bylina z wschodniej i północnej części Ameryki Północnej, gdzie rośnie na suchych, otwartych, piaszczystych terenach: na pustkowiach, nieużytkach oraz obrzeżach lasów. W Polsce często uprawiana w ogrodach długowieczna bylina, w dużej liczbie odmian. Kwitnie od kwietnia do maja.
Przydomek „szydlasty” pochodzi od ostro zakończonych, igiełkowatych liści.

## Morfologia
PokrójRoślina darniowa tworząca zwarte, gęste, niskie, poduchowate, rozłożyste kobierce o wysokości 10–15 cm.
PędyPłożące, pokładające się, silnie rozgałęzione, nagie lub delikatnie owłosione, z wiekiem drewniejące.
LiścieUlistnienie naprzeciwległe. Liście lancetowate, ostro zakończone (od kształtu ich końców pochodzi polska nazwa gatunkowa "szydlasty"), gęsto osadzone na łodydze. Mają szerokość do 5–6 mm i długość do 16, rzadko do 20 mm, są zimozielone i delikatnie owłosione.
KwiatyPromieniste, skupione po 2–4 do 6 w baldachogrona. Pięć płatków korony jest dwa razy dłuższych od działek kielicha. Płatki są na końcach zaokrąglone, szeroko rozpostarte na boki i rozcięte na końcu. W okresie kwitnienia darń jest ściśle pokryta kwiatami. U odmian uprawnych kwiaty mają kolor od białego poprzez różowy do fioletowego; są jednobarwne lub dwubarwne.
KorzenieDość głęboki system korzeniowy, dzięki któremu rośliny są odporne na suszę i można je wykorzystywać do umacniania skarp i obsadzania murków.

## Zastosowanie
Roślina ozdobna. Uznawany jest za jeden z pięciu podstawowych gatunków wiosennych bylin w ogródkach skalnych (pozostałe to ubiorek wiecznie zielony, gęsiówka kaukaska, smagliczka skalna i żagwin ogrodowy). Dzięki temu, że tworzy zwartą darń jest także ważną rośliną okrywową. Tworzenie niskiej, zwartej darni, głęboki system korzeniowy i duża wytrzymałość na wysychanie decydują o jego dużej przydatności do obsadzania skarp i murków. Kwitnie bardzo obficie, w okresie kwitnienia tworząc jaskrawą, barwną plamę w ogrodzie. Floks ten chętnie sadzony jest w ogrodach skalnych. Może służyć też do pokrywania dużych powierzchni zamiast trawnika. Kwiaty floksa szydlastego przyciągną do ogrodu motyle. Również po przekwitnięciu jest ozdobny, dzięki swoim jasnozielonym liściom. Najbardziej rozpowszechnione są odmiany o różowych, białych i fioletowych kwiatach. Kwitnie od połowy maja do początku czerwca. Kwiaty wyrastając na końcach pędów tworzą baldachogrona. 

## Uprawa
- Wymagania: Nie ma specjalnych wymagań co do gleby, wystarcza mu zwykła ziemia ogrodowa, lepiej jednak rośnie na glebach przepuszczalnych i piaszczystych. Wymaga stanowiska słonecznego[4][10]. Jest całkowicie mrozoodporny (strefy mrozoodporności 3-10) i dość dobrze znosi suszę[10]. Jest też bardzo odporny na choroby i szkodniki. Największą szkodę mogą wyrządzać norniki i krety.
- Rozmnażanie: Przez podział bryły korzeniowej (co daje niepewne jednak wyniki i wykonywane jest w drugiej połowie lata) lub przez sadzonki wierzchołkowe (także w drugiej połowie lata, pod osłonami)[6].
- Pielęgnacja: Poza odchwaszczaniem nie wymaga specjalnych zabiegów pielęgnacyjnych. Przez lato należy go zasilać nawozem wieloskładnikowym, a przy długotrwałej suszy podlewać.

## Wybrane odmiany
- 'Alice Wilson' – wzrost luźny, kwiaty liliowe[8].
- 'Amazing Grace' – odmiana o kwiatach dwubarwnych, które są białe z różowo-purpurowym oczkiem.
- 'Atropurpurea' – kwiaty intensywnie ciemnoczerwone[8].
- 'Bavaria' – odmiana o kwiatach białych.
- 'Camlaensis' – kwiaty duże ciemnoróżowe[8].
- 'Candy Stripes' – kwiaty dwubarwne, biało-różowe[9].
- 'Calvides White' – kwiaty tej odmiany mają barwę białą.
- 'Coral Eye' – odmiana ta ma kwiaty jasnoróżowe z czerwono-koralowym oczkiem.
- 'Emerald Cushion Blue' – kwiaty jasnoniebieskie[9].
- 'G.F. Wilson' – kwiaty niebieskie, odmiana silnie rosnąca[8][6], wrażliwa na mróz – wymaga okrycia na zimę.
- 'Maischnee' – kwiaty gęste, obfite, białe[8].
- 'Moerheimi' – kwiaty bardzo intensywnie ciemnoróżowe[8].
- 'Morgenstern' – kwiaty w kolorze cielistym z ciemniejszym oczkiem[8], bujny wzrost[6].
- 'Nelsonii' (='J.G. Nelson') – kwiaty białe z czerwonym oczkiem[8].
- 'Purple' Beauty' – odmiana o kwiatach fioletowych.
- 'Red Wings' – odmiana ta ma kwiaty czerwone.
- 'Ronsdorfer Schone' – kwiaty łososioworóżowe[8].
- 'Scarlet Flame' – odmiana o krwistoczerwonych kwiatach.
- 'Temiskaming' – liście ciemne, kwiaty karminowoczerwone[8][6], bujny wzrost[6].
- 'White Delight' – kwiaty białe, duże[6].